# Chalcomitra adelberti
Chalcomitra adelberti là một loài chim trong họ Nectariniidae. Loài này phân bố ở Benin, Cameroon, Ivory Coast, Ghana, Guinea, Guinea-Bissau, Liberia, Nigeria, Sierra Leone, và Togo.